# Премьер-министр Малави
Настоящая статья содержит список лиц, занимавших государственные должности премьер-министра Малави (1964—1966 годы) и предшествовавшую ей премьер-министра Ньясаленда (1963—1964 годы).

## Премьер-министр Ньясаленда
Премье́р-мини́стр Ньясале́нда (англ. Prime Minister of Nyasaland) — глава правительства британского протектората Ньясаленд. Назначался представляющим британского монарха губернатором Ньясаленда.
Первое и единственное правительство в протекторате Ньясаленд было сформировано после проведения выборов 1961 года в Национальное собрание, на которых победила Партия конгресса Малави.
9 мая 1963 года протекторат получил право самоуправления. 31 декабря 1963 года название протектората было изменено на «Малави», в связи с чем должность главы правительства получила наименование Премьер-министр Малави (англ. Prime Minister of Malawi).
|   | Портрет | Имя                                                           | Начало полномочий | Окончание полномочий | Партия                  | Выборы |
| - | ------- | ------------------------------------------------------------- | ----------------- | -------------------- | ----------------------- | ------ |
| 1 |         | Хастингс Камузу Банда (1898—1997) англ. Hastings Kamuzu Banda | 1 февраля 1963    | 6 июля 1964          | Партия конгресса Малави | (1961) |

## Премьер-министрМалави
Премье́р-мини́стр Мала́ви (англ. Prime Minister of Malawi) — глава правительства Малави после провозглашения её независимости. Новое государство стало королевством в составе Содружества, во главе с королевой Елизаветой II. Назначался представляющим королеву генерал-губернатором Малави.
Первое и единственное правительство в Малави было сформировано после проведения выборов 1964 года в Национальное собрание, на которых победила Партия конгресса Малави.
6 июля 1966 года Малави была провозглашена президентской республикой, в которой президент руководит непосредственно правительством.
|     | Портрет | Имя                                                           | Начало полномочий | Окончание полномочий | Партия                  | Выборы |
| --- | ------- | ------------------------------------------------------------- | ----------------- | -------------------- | ----------------------- | ------ |
| (1) |         | Хастингс Камузу Банда (1898—1997) англ. Hastings Kamuzu Banda | 6 июля 1964       | 6 июля 1966          | Партия конгресса Малави | 1964   |